# Absolonia gigantea
Absolonia gigantea is een springstaartensoort uit de familie van de Onychiuridae. De wetenschappelijke naam van de soort is voor het eerst geldig gepubliceerd in 1901 door Absolon.